# نوسباوم
نوسباوم (به آلمانی: Nusbaum) یک شهر در آلمان است که در بیتبورگ-پروم واقع شده‌است.